# Helsby
Helsby è una piccola città della contea di Cheshire, in Inghilterra. Nel censimento del 2001 contava una popolazione di 4.701 abitanti.
Si ritiene che il nome della città sia di origine vichinga. Nel Domesday Book del 1086 il villaggio è riportato con il nome normanno Hellesbe.
Hellsby è un centro semi-rurale, noto soprattutto per la presenza dell'Helsby High School, una delle scuole secondarie superiori più importanti della contea di Cheshire.